# Franco Luambo
François Luambo Luanzo Makiadi, conegut com a Franco Luambo o, més simplement, Franco, va néixer el 6 de juliol de 1938 a Sona-Bata al Congo Belga i va morir el 12 de octubre de 1989 a Mont-Godinne, Bèlgica, va ser un compositor, cantant i músic congolès. Encara segueix sent el compositor congolès més prolífic, anys després de la seva mort,.

## Biografia
Franco va néixer al poble de Sona-Bata, al sud-oest de la RD de Congo. El seu pare, Joseph Emongo, era un treballador ferroviari, mentre que la seva mare feia pa a casa abans de vendre'l en un mercat local. Mentre encara era un nadó, els seus pares es muden a Leopoldville. El seu germà Bavon Casa Casa també va ser famós com a músic i compositor. El 1956, després de la fundació de la banda TPOK Jazz, Franco va començar a tocar en festes o concerts.
A mitjans de la dècada de 1970, Franco es va declarar musulmà i va canviar el seu nom a Abubakkar Sidikki abans de tornar a la fe catòlica. No obstant això, mai no va observar els preceptes de la fe islàmica i seguiria sent conegut com a Franco.
El 1987, va córrer el rumor que Franco estava greument malalt. Aquest any, va llançar un disc titulat Attention na SIDA ("Atenció a la SIDA" a Lingala). Estava malalt d'insuficiència renal. Franco va morir el 12 d'octubre de 1989 a la Clínica de la Universitat Catòlica de Lovaina Mont-Godinne, a Bèlgica. El seu cos va ser repatriat a Zaire i es va dur a terme un dol nacional de quatre dies.

## Carrera Musical
Franco és millor conegut per ser un dels "mestres" de la rumba congolesa. Va ser part del grup OK Jazz, que després es va convertir en TPOK Jazz (Tot Poderós OK Jazz), i és considerat un dels fundadors de la música contemporània congolesa.
El 1978, va escriure dues cançons explícites Jackie i Helene, que van ser prohibides per la Comissió de Censura. Més tard, Franco i alguns músics del TPOK Jazz van ser arrestats.
Va ser el 1985 quan Franco va llançar el seu major èxit, Mario, la història d'un gigoló que viu amb una dona gran.
El 1988, Franco patia insuficiència renal i va gravar un àlbum anomenat  Les Rumeurs . En una cançó explica com li estan criticant per la seva malaltia.
El 12 d'octubre de 1989, Franco va morir en un hospital a Mont-Godinne, Bèlgica.

## Discografia
- Franco et L'OK Jazz á Paris (1967)
- Franco et L'OK Jazz (1972)
- 20éme Anniversaire / 6 Juin 1956 - 6 Juin 1976 (1976)
- On Entre O.K. On Sort K.O. - volume 1 (1980)
- 6 Juin 1956 - 6 Juin 1980 24 Ans D'Age (1980)
- A Bruxelles, On Entre O.K. On Sort K.O. (1980)
- On Entre O.K. On Sort K.O. - volume 2 (1980)
- A Paris Vol. 2 (1980)
- Keba Na Matraque - volume 1 - 2 - 3 - 4 - 5 (1980)
- Disque D'Or Et Maracas D'Or 1982 - On Entre O.K. On Sort K.O. (1982)
- Se Déchaînent - T.P. O.K. Jazz Spécial Maracas D'or 1982 (1982)
- A 0 Heure Chez 1-2-3 (1982)
- Franco Et Sam Mangwana Avec Le T.P.O.K. Jazz Dans Cooperation Odongo (1982)
- Choc Choc Choc 1983 De Bruxelles A Paris (1983)
- Tout Feu Tout Flamme (1983)
- Chez Fabrice A Bruxelles (1983)
- A L'Ancienne Belgique (1984)
- Trés Impoli (1984)
- Chez Rythmes Et Musiques A Paris (1984)
- Chez Safari Club De Bruxelles (1984)
- Lisanga Ya Banganga (con Mavatiku) (1984)
- Mario (1985).[6]
- Le F.C. 105 De Libreville (1985)
- Mario II (1985)
- Franco & Orchestre T.P.O.K. Jazz présente Simaro Massiya (1985)
- La Vie Des Hommes (1986)
- Special 30 Ans Par Le Poete Simaro Et Le Grand Maitre Franco (1986)
- Le Grand Maitre Franco Et Ses Stars Du T.P. O.K. Jazz A Nairobi (1986)
- Le Grand Maitre Franco Et Jolie Detta (1986)
- Attention Na Sida (con Victoria Eleison) (1987)
- L'Animation Non Stop (1987)
- Kita Mata Bloqué (1987)
- Mamie Zou (1987)
- Ekaba-Kaba (Yo Moko Okabeli Ngai Ye Oh) (1987)
- La Reponse De Mario (1988)
- Cherche Une Maison A Louer Pour Moi Chéri (1988)
- Anjela (1988)
- Les On Dit (1988)
- Franco joue avec Sam Mangwana (1988)
- Les Rumeurs (1989)
- For Ever (1989)